# Снэпдрэгон Стэдиум
«Снэпдрэгон Стэдиум» (англ. Snapdragon Stadium) — открытый многофункциональный стадион в Сан-Диего, Калифорния, расположенный на территории кампуса Калифорнийского университета в Сан-Диего. Открытый в 2022 году, он является домашней ареной футбольной команды «Сан-Диего».

## История
После объявленного переезда команды НФЛ «Сан-Диего Чарджерс» с тогдашнего «Эс-ди-си-си-ю Стэдиум» в район Большого Лос-Анджелеса в январе 2017 года основное внимание было уделено строительству нового стадиона для «Ацтекс», который был бы современным и подходил по размеру для программы. В течение следующих почти двух лет был разработан план того, что станет «Снэпдрэгон Стэдиум» (известным на этапах планирования и раннего строительства как «Ацтек Стэдиум») и остальной частью застройки Университет штата Калифорния в Сан-Диего Милл-Валли (первоначально известной как SDSU Запад). Появилось конкурирующее предложение по реконструкции, известное как SoccerCity, которое предполагало аренду участка стадиона SDCCU у города и реконструкцию за счет частного финансирования, если Сан-Диего получит команду Высшей лиги футбола (MLS). Согласно этому предложению, футбольная команда SDSU имела бы возможность разделить предлагаемый футбольный стадион меньшей вместимости с новой командой MLS. Предложение SoccerCity было вынесено на голосование в ноябре 2018 года в конкуренции с предложением SDSU Милл-Валли, где план SDSU Милл-Валли одержал победу.
5 декабря 2019 года школа объявила, что получила пожертвование в размере 15 миллионов долларов от Дайанны Л. Башор для финансирования нового стадиона, в результате чего его игровое поле было названо «Поле Башора».
30 июня 2020 года город Сан-Диего одобрил продажу участка стадиона SDCCU Университету штата Сан-Диего, а 10 августа 2020 года университет официально взял под свой контроль имущество. Университет штата Сан-Диего выкупил у города все 55 га включая существующий стадион, за 88 миллионов долларов. Закладка фундамента нового стадиона состоялась 17 августа, всего через неделю после того, как SDSU взял участок под свой контроль.

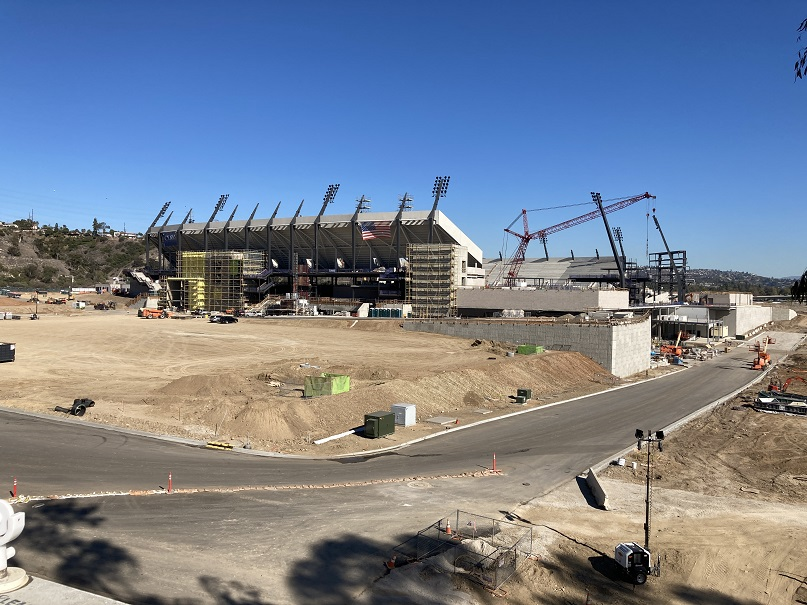
Строящийся «Снэпдрэгон Стэдиум» в ноябре 2021 года

Весь проект SDSU Милл-Валли стоимостью 3,5 миллиарда долларов включает в себя жилье, офисные и торговые помещения, гостиницы и восемьдесят 32 га парков и открытых пространств, включая 14 га речного парка вдоль реки Сан-Диего на прилегающей городской территории, и будет развиваться поэтапно в течение 10-15 лет. Стадион вмещает 35 000 болельщиков и построен для поддержки студенческого футбола, нефутбольных игр чемпионата NCAA, профессионального футбола, регби, лакросса и специальных мероприятий, таких как концерты. Стадион был спроектирован с возможностью расширения до вместимости 55 000 (включая план и визуализации для такого расширения) или более, чтобы вместить предполагаемое возвращение НФЛ в Сан-Диего и/или будущие потребности футбольной команды «Ацтекс».
6 декабря 2021 года Университет штата Сан-Диего объявил о соглашении о правах на наименование с телекоммуникационной компанией Qualcomm из Сан-Диего, которая также владела правами на наименование оригинального стадиона с 1997 по 2017 год. Стадион стал известен как «Снэпдрэгон Стэдиум», в честь бренда систем на чипе Snapdragon компании Qualcomm (оригинальный стадион также был ненадолго переименован в «Снэпдрэгон Стэдиум» в 2011 году).
Стадион открылся в 2022 году для матча «Ацтекс» 20 августа. Первая игра «Ацтекс» состоялась две недели спустя, 3 сентября, и завершилась поражением со счетом 38-20 от «Аризона Уайлдкэтс».
15 декабря 2021 года футбольный клуб «Сан-Диего Уэйв» из Национальной женской футбольной лиги (НЖФЛ) объявил о переезде на стадион «Снэпдрэгон Стэдиум» с сентября 2022 года после завершения строительства стадиона; свой первый сезон 2022 года клуб начал на стадионе «Тореро Стэдиум» в Университете Сан-Диего.
«Уэйв» установил новый рекорд посещаемости НЖФЛ, дебютировав на новом стадионе 17 сентября 2022 года против «Эйнджел Сити». К 28 августа, примерно за три недели до игры, было продано более 27 000 билетов. Это количество было сопоставимо с текущим рекордом лиги в 27 278, установленным 29 августа 2021 года, когда «ОЛ Рейн» играла с «Портленд Торнс» на стадионе «Люмен Филд» в Сиэтле в рамках двойного матча, в который также входил матч MLS между соперниками «Сиэтл Саундерс» и «Портленд Тимберс». Предварительные продажи на дебют «Уэйв» на стадионе уже превзошли рекорд для отдельной игры в 25 218, установленный 11 августа 2019 года, когда «Торнс» принимала «Норт Каролина Кураж» на стадионе «Провиденс Парк» в Портленде, штат Орегон. 1 сентября команда объявила, что билеты на игру распроданы, исходя из вместимости стадиона в 32 000 человек, и официальной посещаемостью игры было объявлено это число.
2 февраля 2022 года «Сан-Диего Легион» Высшей лиги регби (MLR) объявил, что «Снэпдрэгон Стэдиум» станет их новой домашней площадкой с 2023 года.
18 мая 2023 года MLS объявила, что Сан-Диего был назначен 30-й командой лиги (позже названной ФК «Сан-Диего») и что команда будет играть на «Снэпдрэгон Стэдиум», начиная с 2025 года. Клуб подписал 20-летний договор аренды стадиона. ФК «Сан Диего» сыграет свою первую игру на стадионе 1 марта 2025 года против «Сент-Луис Сити».
19 ноября 2024 года «Сан-Диего Легион» объявили о планах покинуть «Снэпдрэгон Стэдиум» и переехать на стадион «Тореро Стэдиум» в кампусе Университета Сан-Диего. Игры плей-офф могут проводиться на «Снэпдрэгон Стэдиум» в зависимости от спроса.

### Открытие
«Снэпдрэгон Стэдиум» открылся для схватки SDSU 20 августа 2022 года. Первая игра на стадионе была сыграна 3 сентября, закончившись поражением «Ацтекс» со счётом 38-20 от «Аризона Уайлдкэтс». Игра проходила во время сильной жары, что привело к тепловым заболеваниям среди посетителей, из-за чего пожарно-спасательному департаменту Сан-Диего пришлось отправить пять машин скорой помощи и три пожарные машины для оказания помощи примерно 200 людям, 20 из которых были госпитализированы. К началу игры температура достигла 38 градусов, и посетители покинули зону отдыха и переместились в тень. В социальных сетях фанаты подвергли сомнению дизайн стадиона из-за отсутствия тени.
8 сентября пожарно-спасательная служба Сан-Диего заявила, что департамент не получил от университета план действий на случай теплового удара и болезни, получив медицинский план только за два дня до игры, и написала, что «было очевидно, что огромное количество пациентов на игре быстро переполнило ресурсы EMS на месте и потребовало помощи от SDFD». Около 12:30 дня по тихоокеанскому времени (UTC −7) заместители начальников SDFD и EMS рассматривали возможность обратиться в университет с просьбой отменить игру, но решили, что это не разрешит ситуацию.